# Monturque
Monturque ist eine Gemeinde mit 1.933 Einwohnern (Stand: 2024) in der Provinz Córdoba in Andalusien.

## Geographie
Die Gemeinde grenzt an Aguilar de la Frontera, Cabra, Lucena, Montilla und Moriles.

## Geschichte
Der Ort hatte bereits in der Römerzeit und der maurischen Ära eine gewisse Bedeutung. Der Name beruht auf der Ableitung eines arabischen Ortsnamens, der "monte de roca" (Felsenberg) bedeutet.

## Sehenswürdigkeiten
- Arabische Burg